# Athemistus armitagei
Athemistus armitagei är en skalbaggsart som beskrevs av Francis Polkinghorne Pascoe 1866. Athemistus armitagei ingår i släktet Athemistus och familjen långhorningar. Inga underarter finns listade.